# Becherov
Becherov és un poble i municipi d'Eslovàquia. Es troba a la regió de Prešov, al nord del país. La primera referència escrita de la vila data del 1414.

## Demografia
| Godina             | 1994 | 2004   | 2014   | 2024   |
| ------------------ | ---- | ------ | ------ | ------ |
| Nombre de persones | 294  | 285    | 279    | 275    |
| Diferència         |      | −3,06% | −2,10% | −1,43% |

| Godina             | 2023 | 2024   |
| ------------------ | ---- | ------ |
| Nombre de persones | 276  | 275    |
| Diferència         |      | −0,36% |